# Hofanlage Wörpedahler Straße 4
Die Hofanlage Wörpedahler Straße 4 südwestlich des Wörpedahler Grabens in der niedersächsischen Gemeinde Worpswede, Ortsteil Wörpedahl, stammt aus der Mitte des 19. Jahrhunderts. Aktuell (2025) werden die Gebäude zum Wohnen und gewerblich durch den Gärtnerhof Weyerdeelen genutzt.
Die Gebäude stehen unter Denkmalschutz.

## Geschichte und Beschreibung
Worpswede im Teufelsmoor wurde 1218 erstmals als Besitz des Klosters Osterholz erwähnt. Wörpedahl wurde 1766 im Rahmen der Moorkolonisierung des Teufelsmoores gegründet.
Die Hofanlage auf großem Gartengrundstück besteht u. a. aus
- dem eingeschossigen giebelständigen Wohn- und Wirtschaftsgebäude von 1877 (Inschrift) als Zweiständer-Hallenhaus in Rasterfachwerk mit Steinausfachungen, mit reetgedecktem Krüppelwalmdach, Uhlenloch und Grooter Door mit Korbbogen,[2]
- der giebelständigen eingeschossigen langen Scheune von um 1890 in Fachwerk, teils mit Steinausfachungen, teils verbohlt, mit ziegelgedecktem Walmdach und Quereinfahrt,[3]

Das Landesdenkmalamt befand u. a.: „… ortsgeschichtlicher, gebäudetypischer, straßen-, orts- und hofbildprägender Zeugniswert …“
Daneben steht die Hofanlage Wörpedahler Straße 2 von 1846.